# イオン・オーヴァーマン
イオン・オーヴァーマン（Ion Overman, 1976年11月9日 - ）は、アメリカ合衆国出身の女優である。

## 出演作品

### テレビ
- レバレッジ 〜詐欺師たちの流儀
- NCIS 〜ネイビー犯罪捜査班
- アメリカン・ティーンエイジャー 〜エイミーの秘密〜
- ゴースト 〜天国からのささやき
- スリー・リバーズ 〜命をつなぐ熱き医師たち
- キャッスル 〜ミステリー作家は事件がお好き
- イレブンス・アワー
- デスパレートな妻たち
- SHARK カリスマ敏腕検察官
- CSI:科学捜査班
- Lの世界（キャンダス）
- FBI失踪者を追えWITHOUT A TRACE／FBI 失踪者を追え!